# Bolitoglossa platydactyla
Bolitoglossa platydactyla (tên tiếng Anh: Achoque De Tierra) là một loài kỳ giông thuộc họ Plethodontidae.
Đây là loài đặc hữu của México.
Môi trường sống tự nhiên của chúng là rừng ẩm vùng đất thấp nhiệt đới hoặc cận nhiệt đới, xavan ẩm, các đồn điền, vườn nông thôn, và các vùng đô thị.
Chúng hiện đang bị đe dọa vì mất môi trường sống.